# Kazimierz Stafiej
Kazimierz Stafiej (ur. 22 lutego 1968 w Nowej Sarzynie) – polski kolarz szosowy. 

## Życiorys

### Kluby
Kolarstwo zaczął uprawiać klubie Tęcza Plon Rzeszów, a w 1988 przeniósł się do Korony Kielce, w której barwach jeździł do 1996. Następnie reprezentował barwy drużyn Weltour Katowice (1997-1999), Mróz Supradyn Witaminy (2000-2002), Action ATI (2003-2004), Intel-Action (2005), DHL - Author (2006-2007).

### Sukcesy
Trzykrotnie występował w mistrzostwach świata w 1994 zajął 6. miejsce w wyścigu amatorów ze startu wspólnego, co było jego największym sukcesem w tej imprezie, w 1995 był 87 w wyścigu amatorów ze startu wspólnego, a w 2000 nie ukończył wyścigu w kategorii elite ze startu wspólnego. Czterokrotnie sięgał po mistrzostwo Polski - dwukrotnie w szosowym wyścigu drużynowym na 100 km (1992 i 1994) oraz dwukrotnie w górskich mistrzostwach Polski (1994 i 1995). Czterokrotnie startował w Wyścigu Pokoju (1995 – 30 m., 1996 – 21 m., 2003 – 21 m. i zwycięstwo w klasyfikacji sprinterów, 2004 – 49 m.). Wielokrotnie startował w Tour de Pologne (pierwszy raz w 1989), a dwukrotnie był najaktywniejszym kolarzem tej imprezy (2002 i 2003). W 2001 i 2003 wygrał wyścig o Puchar Ministra Obrony Narodowej, a w 2004 zwyciężył w wyścigu Szlakiem Walk Majora Hubala.

### Trener
Zakończył karierę w 2007 i w marcu 2008 został trenerem polskiej kadry szosowej kobiet.